# Parascorpis typus
Parascorpis typus is een straalvinnige vissensoort uit de familie van jutjaw knabbelaars (Parascorpididae). De wetenschappelijke naam van de soort is voor het eerst geldig gepubliceerd in 1875 door Bleeker.